# Arbre d'ombrage
 (août 2018).
Si vous disposez d'ouvrages ou d'articles de référence ou si vous connaissez des sites web de qualité traitant du thème abordé ici, merci de compléter l'article en donnant les références utiles à sa vérifiabilité et en les liant à la section « Notes et références ».

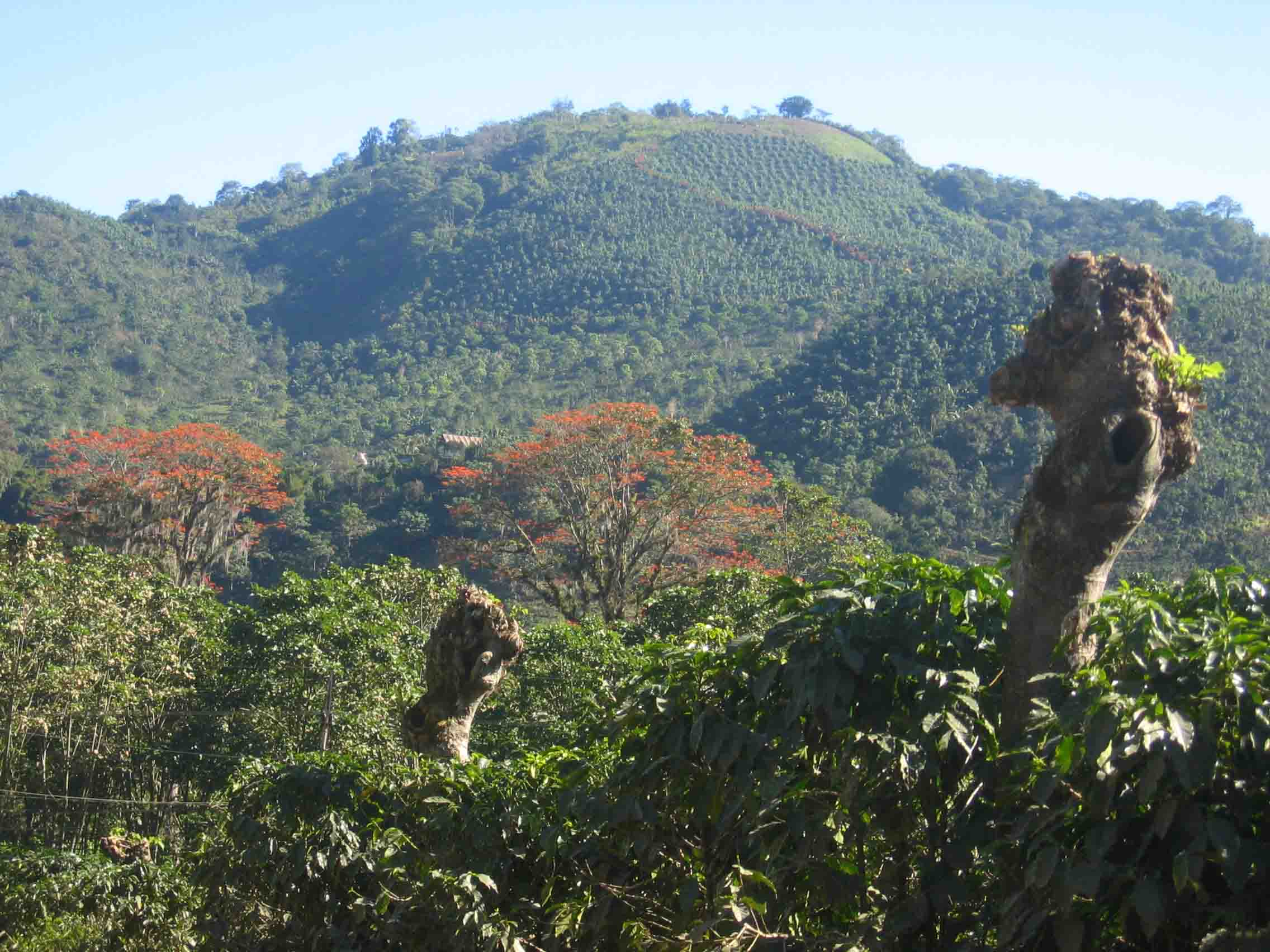
Plantation de caféiers au Costa Rica avec des arbres d'ombrage (Erythrina poeppigiana), dont certains au premier plan ont été taillés pour améliorer l'ensoleillement.

Un arbre d'ombrage est un arbre qui a pour premier rôle de fournir de l'ombre dans son environnement. Il peut s'agir d'arbres particulièrement identifiés pour cette utilité : souvent des arbres de grande taille, au houppier étalé, utilisés soit pour ombrager les rues et les abords des habitations, pour le confort des populations, soit en association avec des cultures pérennes ou non, pour limiter l'insolation de certaines cultures,.